# Љубомир Фејса
Љубомир Фејса (Титов Врбас, 14. август 1988) бивши је српски фудбалер. Играо је на позицији задњег везног играча. 
Од сезоне 2008/09. до 2016/17. Фејса је с клубовима у којима је наступао (Партизан, Олимпијакос, Бенфика) заредом освојио десет лигашких титула. За репрезентацију Србије играо је на фудбалском турниру на Летњим олимпијским играма 2008.

## Клупска каријера
Фејса је родом из Куцуре. Фудбалом је почео да се бави у Врбасу одакле је прешао у Хајдук из Куле за чији први тим је дебитовао у сезони 2005/06. У наредном периоду се усталио у екипи Хајдука која се тада такмичила у Суперлиги Србије да би у лето 2008. прешао у београдски Партизан с којим је потписао петогодишњи уговор.
За три сезоне колико је провео у екипи Партизана, Фејса је освојио три титуле првака Србије као и два трофеја у Купу Србије. У сезонама 2008/09. и 2009/10. уврштен је у идеални тим домаћег првенства. У априлу 2010, на пријатељском мечу репрезентација Србије и Јапана (3 : 0), Фејса је повредио предње укрштене лигаменте колена након чега је провео више од годину дана ван терена, а поново је заиграо тек у завршници сезоне 2010/11.
У јуну 2011. прешао је у Олимпијакос с којим је потписао трогодишњи уговор уз могућност продужетка сарадње за још једну сезону. У дресу грчког клуба је одиграо двадесет првенствених утакмица. У августу 2013. потписао је петогодишњи уговор с Бенфиком. У септембру 2018. потписао је нови уговор с Бенфиком према којем је требало да остане у клубу до 2021. У јануару 2020. позајмљен је шпанском прволигашу Алавесу до краја сезоне. Забележио је тринаест наступа у Примери, али је Алавес на крају сезоне одлучио да не откупи његов уговор. Фејса се током лета 2020. вратио у Бенфику, али није био у плановима тренера Жоржеа Жезуса. У септембру 2020, после седам година, напустио је Бенфику и отишао у Саудијску Арабију где је потписао уговор са Ел Ахлијем из Џеде. У октобру 2021. године раскинуо је уговор са саудијским Ел Ахлијем.
Вратио се у Партизан у јануару 2022. Напустио је Партизан по истеку уговора на крају такмичарске 2022/23.
Дана 9. октобра 2024. завршио је професионалну играчку каријеру.

## Репрезентација
Био је члан омладинске репрезентације Србије која је 2007. играла на завршници Европског првенства у Аустрији. За младу репрезентацију Србије одиграо је 24 утакмице и постигао два гола. Учествовао је на Олимпијским играма 2008. у Пекингу.
За сениорску репрезентацију Србије је дебитовао 24. новембра 2007. на мечу квалификација за Европско првенство 2008. против Казахстана (1 : 0) у Београду. Укупно је одиграо 25 утакмица за сениорску репрезентацију Србије. Последњу утакмицу је одиграо у јуну 2019. у гостима против Украјине током квалификација за Европско првенство 2020. (5 : 0).

## Статистика

### Клупска
Извор:
| Клуб                         | Сезона    | Национално првенство         | Национално првенство | Национално првенство | Национални куп | Национални куп | Континентално такмичење | Континентално такмичење | Остала такмичења | Остала такмичења | Укупно  | Укупно |
| Клуб                         | Сезона    | Ранг                         | Наступи              | Голови               | Наступи        | Голови         | Наступи                 | Голови                  | Наступи          | Голови           | Наступи | Голови |
| ---------------------------- | --------- | ---------------------------- | -------------------- | -------------------- | -------------- | -------------- | ----------------------- | ----------------------- | ---------------- | ---------------- | ------- | ------ |
| Хајдук Кула                  | 2005/06.  | Прва лига Србије и Црне Горе | 4                    | 0                    | 0              | 0              | –                       | –                       | –                | –                | 4       | 0      |
| Хајдук Кула                  | 2006/07.  | Суперлига Србије             | 22                   | 1                    | 0              | 0              | 0                       | 0                       | –                | –                | 22      | 1      |
| Хајдук Кула                  | 2007/08.  | Суперлига Србије             | 32                   | 1                    | 0              | 0              | 2                       | 0                       | –                | –                | 34      | 1      |
| Хајдук Кула                  | Укупно    | Укупно                       | 58                   | 2                    | 0              | 0              | 2                       | 0                       | –                | –                | 60      | 2      |
| Партизан                     | 2008/09.  | Суперлига Србије             | 27                   | 0                    | 3              | 0              | 5                       | 0                       | –                | –                | 35      | 0      |
| Партизан                     | 2009/10.  | Суперлига Србије             | 20                   | 2                    | 3              | 0              | 9                       | 0                       | –                | –                | 32      | 2      |
| Партизан                     | 2010/11.  | Суперлига Србије             | 2                    | 0                    | 0              | 0              | 0                       | 0                       | –                | –                | 2       | 0      |
| Партизан                     | Укупно    | Укупно                       | 49                   | 2                    | 6              | 0              | 14                      | 0                       | –                | –                | 69      | 2      |
| Олимпијакос                  | 2011/12.  | Суперлига Грчке              | 4                    | 0                    | 1              | 0              | 3                       | 0                       | –                | –                | 8       | 0      |
| Олимпијакос                  | 2012/13.  | Суперлига Грчке              | 15                   | 0                    | 8              | 1              | 4                       | 0                       | –                | –                | 27      | 1      |
| Олимпијакос                  | 2013/14.  | Суперлига Грчке              | 1                    | 0                    | 0              | 0              | 0                       | 0                       | –                | –                | 1       | 0      |
| Олимпијакос                  | Укупно    | Укупно                       | 20                   | 0                    | 9              | 1              | 7                       | 0                       | –                | –                | 36      | 1      |
| Бенфика                      | 2013/14.  | Прва лига Португалије        | 16                   | 0                    | 2              | 0              | 7                       | 0                       | 2                | 0                | 27      | 0      |
| Бенфика                      | 2014/15.  | Прва лига Португалије        | 5                    | 1                    | 0              | 0              | 0                       | 0                       | 1                | 0                | 6       | 1      |
| Бенфика                      | 2015/16.  | Прва лига Португалије        | 19                   | 0                    | 1              | 0              | 6                       | 0                       | 2                | 0                | 28      | 0      |
| Бенфика                      | 2016/17.  | Прва лига Португалије        | 25                   | 0                    | 1              | 0              | 7                       | 1                       | 2                | 0                | 35      | 1      |
| Бенфика                      | 2017/18.  | Прва лига Португалије        | 28                   | 0                    | 2              | 0              | 4                       | 0                       | 1                | 0                | 35      | 0      |
| Бенфика                      | 2018/19.  | Прва лига Португалије        | 18                   | 0                    | 2              | 0              | 12                      | 0                       | 1                | 0                | 33      | 0      |
| Бенфика                      | 2019/20.  | Прва лига Португалије        | 3                    | 0                    | 0              | 0              | 2                       | 0                       | 0                | 0                | 5       | 0      |
| Бенфика                      | Укупно    | Укупно                       | 114                  | 1                    | 8              | 0              | 38                      | 1                       | 9                | 0                | 169     | 2      |
| Бенфика Б                    | 2014/15.  | Друга лига Португалије       | 2                    | 0                    | —              | —              | —                       | —                       | —                | —                | 2       | 0      |
| Депортиво Алавес (позајмица) | 2019/20.  | Ла лига                      | 13                   | 0                    | 0              | 0              | —                       | —                       | —                | —                | 13      | 0      |
| Ел Ахли                      | 2020/21.  | Саудијска професионална лига | 22                   | 1                    | 1              | 0              | —                       | —                       | 0                | 0                | 23      | 1      |
| Ел Ахли                      | 2021/22.  | Саудијска професионална лига | 1                    | 0                    | 0              | 0              | —                       | —                       | 0                | 0                | 1       | 0      |
| Ел Ахли                      | Укупно    | Укупно                       | 23                   | 1                    | 1              | 0              | –                       | –                       | 0                | 0                | 24      | 1      |
| Партизан                     | 2021/22.  | Суперлига Србије             | 2                    | 0                    | 0              | 0              | 0                       | 0                       | –                | –                | 2       | 0      |
| Партизан                     | 2022/23.  | Суперлига Србије             | 23                   | 0                    | 0              | 0              | 9                       | 0                       | –                | –                | 32      | 0      |
| Свеукупно                    | Свеукупно | Свеукупно                    | 304                  | 6                    | 24             | 1              | 70                      | 1                       | 9                | 0                | 407     | 8      |

1. ↑  „Остала такмичења” подразумевају Лига куп Португалије и Суперкуп Португалије.

### Репрезентативна
Извор:
| Година | Наступи | Голови |
| ------ | ------- | ------ |
| 2007.  | 1       | 0      |
| 2008.  | 0       | 0      |
| 2009.  | 0       | 0      |
| 2010.  | 1       | 0      |
| 2011.  | 3       | 0      |
| 2012.  | 5       | 0      |
| 2013.  | 6       | 0      |
| 2014.  | 1       | 0      |
| 2015.  | 5       | 0      |
| 2016.  | 1       | 0      |
| 2017.  | 0       | 0      |
| 2018.  | 1       | 0      |
| 2019.  | 1       | 0      |
| Укупно | 25      | 0      |

## Успеси

### Клупски
Партизан
- Суперлига Србије (3): 2008/09, 2009/10, 2010/11.
- Куп Србије (2): 2008/09, 2010/11.

Олимпијакос
- Првенство Грчке (3): 2011/12, 2012/13, 2013/14.
- Куп Грчке (2): 2011/12, 2012/13.

Бенфика
- Првенство Португалије (5): 2013/14, 2014/15, 2015/16, 2016/17, 2018/19.
- Куп Португалије (2): 2013/14, 2016/17.
- Лига куп Португалије (3): 2013/14, 2014/15, 2015/16.
- Суперкуп Португалије (2): 2016, 2017.
- Лига Европе: финале 2013/14.

### Појединачни
- Члан идеалне екипе сезоне у Суперлиги Србије (2): 2008/09, 2009/10.